# 101 Dalmatiërs (1961)
101 Dalmatiërs (originele titel One Hundred and One Dalmatians of 101 Dalmatians) is een Amerikaanse tekenfilm uit 1961, gebaseerd op het gelijknamige boek van Dodie Smith. Het is de zeventiende lange tekenfilm van Walt Disney Productions, en werd gedistribueerd door Buena Vista. Later kwam er een stripboek uit, gebaseerd op de tekenfilm.
In 2008 verscheen deze tekenfilm op dvd in een speciale platina-editie, met nieuw bonusmateriaal, waaronder het spel "Virtuele Dalmatiërs" en een geheel digitale restauratie.
De Engelse stemmen zijn onder andere ingesproken door Rod Taylor (Pongo) en Betty Lou Gerson (Cruella De Vill).

## Verhaal
De liedjesschrijver Roger Radcliffe woont met zijn dalmatiër Pongo in een flatje in Londen. Pongo vindt het vrijgezellenbestaan van hem en zijn baasje maar niks. Wanneer hij op een dag een vrouw, Anita genaamd, en haar vrouwelijke dalmatiër Perdita ziet, zorgt hij ervoor dat Roger en Anita elkaar ontmoeten. De twee worden verliefd en trouwen. Ook Pongo en Perdita worden verliefd. De vier vestigen zich in een nieuw huis.
Wanneer Perdita in verwachting raakt, krijgen Roger en Anita bezoek van Anita’s jeugdvriendin Cruella de Vil. Zij is zeer geïnteresseerd in de puppy's. Nadat de 15 puppy's geboren zijn, wil Cruella ze koste wat kost kopen, maar Roger weigert elk aanbod en wijst haar de deur. Cruella laat het er niet bij zitten en huurt Jasper en Horace, twee inbrekers, in om de puppy's te stelen. Scotland Yard start een onderzoek, maar zonder succes. Ten einde raad vragen Pongo en Perdita andere honden om hulp.
Het nieuws van de gestolen puppy's bereikt ook het platteland en komt een oude hond, de Kolonel genaamd, ter ore. De Kolonel stuurt zijn handlanger sergeant Tibbs, een kat, op onderzoek uit. Tibbs vindt de gestolen puppy's, samen met een groot aantal andere puppy's uit de dierenwinkel, in een verlaten huis. Ze worden bewaakt door Jasper en Horace. De Kolonel laat Pongo en Perdita waarschuwen, die meteen vertrekken.
Wanneer blijkt dat Cruella de in totaal 99 puppy's wil laten afmaken om van hun vacht een bontmantel te maken, organiseert Tibbs een geniepige reddingsactie terwijl de boeven televisie zitten te kijken. Hun ontsnapping verloopt niet vlekkeloos want ze worden gesnapt. Pongo en Perdita arriveren net op tijd om Jasper en Horace te stoppen. Ze kunnen uiteindelijk uit het landhuis ontsnappen, waarna een gevaarlijke terugtocht naar Londen begint. Ze worden op de hielen gezeten door Cruella, Jasper en Horace. Pongo, Perdita en de puppy's bereiken een plaatsje waar ze proberen liftend in een vrachtwagen Londen te bereiken. Ze vermommen zich als labradors door zich in roet te rollen maar Cruella ontdekt het plan, doordat sneeuw van de daken op de puppy's valt en zo het roet er weer afwast. Cruella probeert in een wilde achtervolging de vrachtwagen van de weg te rijden, om zo de honden weer in bezit te krijgen. Ze wordt zelf geschept door de wagen van Jasper en Horace en belandt in een ravijn.
De honden bereiken veilig het huis van Roger en Anita, die besluiten de overige puppy's allemaal te houden. Omdat hun huidige huis te klein is, verhuizen ze naar het platteland.

## Rolverdeling
| Engels         | Stem                                                                    | Nederlands                          | Lp/cassette (1973)            | Stem (1982)                                                       | Stem (1995)                 |
| -------------- | ----------------------------------------------------------------------- | ----------------------------------- | ----------------------------- | ----------------------------------------------------------------- | --------------------------- |
| Pongo          | Rod Taylor                                                              | Pongo                               | Piet Ekel                     | Harrie Geelen                                                     | Marcel Maas                 |
| Perdita        | Cate Bauer                                                              | Perdita                             | Helen Shepherd                | Simone Rooskens                                                   | Beatrijs Sluijter           |
| Cruella De Vil | Betty Lou Gerson                                                        | Cruella de Vil / Cruella Krengemans | Ida Bons                      | Tonny Huurdeman                                                   | Gerrie van der Klei         |
| Anita          | Lisa Davis                                                              | Anita/Marijke                       | Martine Bijl                  | Simone Rooskens                                                   | Tuffie Vos                  |
| Roger          | Ben Wright Bill Lee (zang)                                              | Roger/Peter                         | Ger Smit                      | Flip van Duyn                                                     | Stan Limburg                |
| Horace         | Frederick Worlock                                                       | Horace/Janus                        | Ger Smit                      | Paul van Gorcum                                                   | Rudi Falkenhagen            |
| Jasper         | J. Pat O'Malley                                                         | Jasper/Driekus                      | Henk van der Molen            | Paul van Gorcum                                                   | Paul van Gorcum             |
| Nanny          | Martha Wentworth                                                        | Kokkie/Nannie                       | Ida Bons                      | Maya Bouma                                                        | Lies de Wind                |
| Captain        | Thurl Ravenscroft                                                       | N.v.t                               | Piet Ekel                     | Luc Lutz                                                          | Hero Muller                 |
| Sergeant Tibbs | David Frankham                                                          | Sergeant Tibbs                      | Ger Smit                      | Paul Haenen                                                       | Olaf Wijnants               |
| Colonel        | J. Pat O'Malley                                                         | Kolonel                             | Henk van der Molen            | Joan Remmelts                                                     | Ger Smit                    |
| Rolly          | Barbara Baird                                                           | Dikkie/Rolmops                      | Janine van Elzakker           | Annemarie Blans                                                   | Kim Roest                   |
| Patch          | Mickey Maga                                                             | Vlek/Vlekkie                        | Ida Bons                      | Martijn van Tongeren                                              | Nick Lommerse               |
| Towser         | Tudor Owen                                                              | Towser                              | -                             | Harrie Geelen                                                     | Ger Smit                    |
| Danny          | George Pelling                                                          | Deense dog                          | -                             | Jan Anne Drenth                                                   | Hero Muller                 |
| Puppies        | Mimi Gibson, Sandra Abbott, Mary Wickes, Barbara Luddy, Rickie Sorensen | Puppy's                             | Janine van Elzakker, Ida Bons | Marlijn Pel, Annemarijke Bach Kolling, Guus Bloemers, Wouter Poot |                             |
| Cows           | Martha Wentworth, Queenie Leonard, Marjorie Bennett                     | Koeien                              | -                             | Maya Bouma, Tonny Huurdeman                                       | Trudy Libosan, Maria Lindes |

### Personages
- Pongo: De vader van de 15 dalmatiërs
- Perdita: De moeder van de 15 dalmatiërs
- Roger: Eigenaar van Pongo, en schrijft liedjesteksten
- Anita: Eigenaar van Perdita en de echtgenote van Roger
- Cruella De Vil: Een rijke vrouw die dalmatiërbont wil hebben voor haar kledinglijn
- Jasper & Horace Badun: De twee handlangers van Cruella de Vil. Jasper is lang en dun terwijl Horace kort en vet is. Beide kidnapten de puppy's.
- Nanny: De huishoudster in het huis van Roger en Anita
- Patch(Vlek) & Lucky: Twee van de 99 dalmatiër puppy's. Patch (Vlek) heeft een zwart oog, Lucky heeft een obsessie voor televisie.
- Rolly/Dicky: Eveneens een dalmatiër puppy, die erg houdt van eten.
- The Colonel (de Kolonel), the Captain (de Kapitein), and Sargeant Tibbs (Sergeant Tibbs): respectievelijk een hond, een paard en een kat die Pongo en Perdita helpen de puppy's te laten ontsnappen uit het huis van Cruella de Vil.

## Achtergrond

### Productie
101 Dalmatiërs betekende een mijlpaal in de geschiedenis van Disneyfilms. Het was de eerste lange Disneyanimatiefilm die zich afspeelde in de hedendaagse "echte" wereld, op Dombo en Lady en de Vagebond na. Ook was het de eerste film waarvan het verhaal geheel door een iemand werd geschreven; Bill Peet, die ook meewerkte aan het verhaal voor Merlijn de Tovenaar.
De productie van de film luidde ook het begin in van veranderingen in de grafische stijl van Disneyanimatie. Ub Iwerks, die verantwoordelijk was voor het animatieproces, was al een tijdje aan het experimenteren met xeroxfotografie. In 1959 was hij erin geslaagd om een xeroxcamera zo aan te passen dat de tekeningen van de tekenaars direct op cellen konden worden overgebracht. Hierdoor werd het handmatig inkleuren overbodig.
De introductie van xerografie maakte de productie van de film simpeler, maar maakte dat de tekeningen een wat ruwer uiterlijk kregen. Tekenaars waren namelijk gewend om ruwe schetsen te maken die werden bijgeschaafd wanneer de tekeningen van papier werden overgebracht op cellen, maar dat gebeurde nu niet meer. Om verder tijd en kosten te besparen werd ook een fotokopieertechniek gebruikt voor het tekenen van de 101 honden. Hiermee hoefden tekenaars telkens maar een paar honden te tekenen, waarna ze dezelfde tekening konden kopiëren om de andere honden te maken. Desondanks bleef het tekenen van de honden een uitdaging voor de tekenaars, vooral vanwege de vlekken. In totaal zijn er 6.469.952 vlekken in de film getekend. Volgens Chuck Jones zou de film zeker twee keer zo duur zijn geworden als alles op de ouderwetse manier getekend had moeten worden. Omdat de vorige Disneyfilm, Doornroosje, een van de duurste Disneyfilms ooit was, had Disney flink bezuinigd op de animatieafdeling. Van de 500 werknemers waren er nog maar 100 over.
Net als bij eerdere films, huurde Disney acteurs in om de scènes na te spelen zodat de tekenaars dit als uitgangspunt konden gebruiken. Actrice Helene Stanley speelde de rol van Anita. Volgens Christopher Finch ging Disney ditmaal zelfs een stapje verder door alle geplande scènes geheel in live-action op te laten nemen en te beoordelen alvorens te beslissen of de tekenaars de scène in de film mochten verwerken.

### Muziek
De film bevatte voor een Disneyfim opvallend weinig liedjes. Er komen maar drie liedjes in de film voor, waarvan alleen het nummer Cruella De Vil (gezongen door Roger) een belangrijke rol speelt. Dit nummer wordt bovendien ook niet in een keer gezongen, maar in twee helften. Roger begint met het lied wanneer Cruella hun huis nadert en vertrekt dan naar de zolder. Pas nadat Cruella is vertrokken komt hij weer naar beneden en zingt de rest van het lied.
De andere twee nummers in de film zijn de jingle voor Kanine Krunchies en Dalmatian Plantation, die gezongen wordt aan het eind van de film.

### Ontvangst
101 Dalmatiërs was de op negen na succesvolste film van 1961. De opbrengst bij de originele bioscoopuitgave bedroeg $6.400.000. Tevens werd het een van de populairste Disneyfilms ooit.
De film werd opnieuw in bioscopen uitgebracht in 1969, 1979, 1985 en 1991. De versie uit 1991 was de op 19 na best verkochte film van dat jaar.

### Vervolgen en spin-offs
- In 1996 werd een live-action remake van de film gemaakt, eveneens getiteld 101 Dalmatiërs. Hierin speelde Glenn Close de rol van Cruella de Vil.
- In 2000 kreeg de live-action film een vervolg getiteld 102 Dalmatiërs.
- In 1997 verscheen een animatieserie over de film getiteld 101 Dalmatiërs.
- In 2003 kreeg de film zelf een vervolg getiteld 101 Dalmatiërs II: Het avontuur van Vlek in Londen (101 Dalmatians II: Patch's London Adventure).
- In 2018 verscheen er een animatieserie als vervolg van de film getiteld 101 Dalmatian Street
- In 2021 verscheen de film Cruella in geselecteerde bioscopen en op de streamingdienst Disney+ onder betaling, dit vanwege het coronavirus. De film focust zich op het achtergrondverhaal van de schurk Cruella De Vil gespeeld door Emma Stone.

### Notities
- Na het uitkomen van de speelfilm van 101 Dalmatiërs, werden dalmatiërs populairder als huisdier. De dalmatiërs in de film waren echter goed getraind. Een dergelijk verschijnsel werd ook waargenomen na de première van Finding Nemo. Clownvissen werden toen populairder.
- De naam Cruella de Vil lijkt sterk op de Engelse woorden Cruel Devil, Wrede Duivel. Ongeveer dezelfde naam komt voor in het boek Dracula, waarin de vampier de schuilnaam Count de Ville gebruikt.
- In het oorspronkelijke boek heet de vrouw van Pongo Froukje of Mevrouw Pongo; Perdita is een andere Dalmatiër die helpt bij het zogen van de grote hoeveelheid pups. In de film is zij gepromoveerd tot de echtgenote van Pongo.
- Toen de platina editie uitkwam op dvd in Nederland is er een foutje gemaakt, zo hebben ze de 1982 nasynchronisatie gebruikt voor de dvd. Terwijl deze officieel niet meer gebruikt mocht worden. In de aftiteling staat de 1995 cast vermeld.[bron?]

## Prijzen en nominaties
In 1962 won 101 Dalmatiërs de BAFTA Film Award voor beste animatiefilm.